# Lyman Poore Duff
Pour les articles homonymes, voir Duff.
Lyman Poore Duff, né le 7 janvier 1865 à Meaford et mort le 26 avril 1955 à Ottawa, est un juriste canadien. Il est juge en chef de la Cour suprême du Canada de 1933 à 1944.

## Biographie
Il remplaça provisoirement à deux reprises le Gouverneur général du Canada, la première fois du 29 septembre au 4 novembre 1935, la seconde du 11 février au 21 juin 1940.  